# سام کبریت
 سام کبریت (انگلیسی: Sam Match؛ زاده ۳ ژانویه ۱۹۲۳ درگذشته ) یک تنیس‌باز اهل ایالات متحده آمریکا بود. 